# Popnhea Lueu
Popnhea Lueu är ett distrikt i Kambodja.   Det ligger i provinsen Kandal, i den centrala delen av landet, 24 km nordväst om huvudstaden Phnom Penh.